# Dendrobium papiliolabratum
Dendrobium papiliolabratum là một loài lan trong chi Lan hoàng thảo được tìm thấy ở New Guinea.